# Fuscidea kochiana
Fuscidea kochiana är en lavart som först beskrevs av Hepp, och fick sitt nu gällande namn av V. Wirth & Vezda. Fuscidea kochiana ingår i släktet Fuscidea och familjen Fuscideaceae.  Arten är reproducerande i Sverige. Inga underarter finns listade i Catalogue of Life.